# 永昌寺 (関市武芸川町)
永昌寺（えいしょうじ）は、岐阜県関市武芸川町高野にある臨済宗妙心寺派の寺院。山号は景久山（けいきゅうざん）。本尊は十一面観世音菩薩。美濃三十三観音霊場第五番札所。関市には小瀬にも永昌寺があるが当時とは関係が無い。

## 歴史
承応元年（1652年）に無伝宗直を開山として建立された。
本堂は、昭和58年(1983年)に改築されたもので、昭和61年(1986年)に改築された庫裡の他、乾達婆王を祀る護童堂や十王堂の他、知淵山浄水寺と称する観音堂がある。
また、仙厓の出身地に所在しその両親の墓と平成6年(1994年）に建立された顕彰碑が建つ。
十七世の東海宜誠は台湾での布教活動を行い、台湾三十三観音霊場の発起寺となった。